# Тегерстрём, Хильда
Хильда Аврора Тегерстрём (швед. Hilda Aurora Thegerström; 17 сентября 1838, Стокгольм — 6 декабря 1907, там же) — шведская пианистка и педагог, член Шведской королевской музыкальной академии.

## Биография
Хильда Аврора Тегерстрём родилась в 1838 году в Стокгольме. Она обучалась игре на фортепиано в Институте Адольфа Фредрика Линдблада, после чего продолжила обучение у Яна ван Боома (Jan van Boom). Затем её педагогом стал композитор Франц Бервальд, несмотря на то, что сам пианистом не был. Бервальд оказал большую поддержку начинающей пианистке, в том числе финансовую, и посвятил ей два своих произведения.
В возрасте 18 лет Тегерстрём выступила с Королевским придворным оркестром (Hovkapellet) в Стокгольме, исполнив произведения Шопена, Бетховена и Листа. Эти композиторы, а также Мендельсон, с тех пор станут основными в её репертуаре.
В следующем, 1857 году в Лейпциге были опубликованы две фортепьянные пьесы самой Тегерстрём: «La naïveté» и «Nocturne et Rondoletto», под общим названием «Souvenirs Suédois». В рецензии, опубликованной в Neue Zeitschrift für Musik в 1960 году, критик отмечал «гармоническую зрелость» и «выраженный мелодизм» композитора. Эти сочинения остались единственным композиторским опытом Тегерстрём, если не считать изданного в 1859 году учебного пособия для пианистов «Några elementar-piano-fingeröfningar jemte skalorna uti rythmisk taktindelning».
Тогда же, в 1857 году, Тегерстрём отправилась в Париж, где брала уроки фортепиано у Антуана-Франсуа Мармонтеля. Затем она поехала в Веймар, к Ференцу Листу, у которого училась до 1859 года. Проведя несколько лет в Швеции, Тегерстрём завершила своё образование в Берлине, где её преподавателем был ученик Листа, пианист-виртуоз Карл Таузиг.
С 1859 года Тегерстрём много концертировала в Швеции и в Германии. Однако с 1872 года, когда она получила место старшего преподавателя фортепьяно в Королевской консерватории (Musikkonservatoriet), её концертная деятельность пошла на спад. Последний концерт пианистки состоялся 5 декабря 1889 года; в числе прочего она исполнила партию фортепьяно в посвящённом ей квинтете Бервальда.
Преподавательская деятельность Тегерстрём продлилась 32 года. В 1875 году она стала членом Шведской королевской музыкальной академии. В 1895 году её заслуги были отмечены Медалью Литературы и искусств.
Хильда Тегерстрём умерла 6 декабря (по другим источникам — 5-го) 1907 года в Стокгольме.